# Celso Sim
Celso Pacheco Simões (São Paulo, 31 de maio de 1969), mais conhecido pelo nome artístico de Celso Sim, é um cantor, compositor, produtor musical e ator brasileiro.
Estudou interpretação, literatura, poesia e história da arte com a diretora e atriz Myriam Muniz, com a qual trabalhou como ator, entre 1984 1989. 
Começou a cantar profissionalmente em 1991, com Jorge Mautner, com quem estudou composição, canto e trabalhou entre 1990 e 2000. 
Desde 1994, passou a colaborar com o Teatro Oficina, dirigido por José Celso Martinez Correa, como cantor, ator e, principalmente, como compositor. 
Em 2002, obteve, juntamente com José Miguel Wisnik e Tom Zé, o Prêmio Shell de Teatro, pela música do espetáculo Os Sertões: A Terra,  encenado pelo Teatro Oficina.
No cinema, atuou nos filmes Carandiru, de Hector Babenco e Canção de Baal, de Helena Ignez.
Como compositor, trabalhou em parceria com Arnaldo Antunes, Antonio Risério, Xico Sá, Cacá Machado, José Miguel Wisnik e Jorge Mautner, entre outros. Como cantor, já se apresentou com Tom Zé, Walter Franco, Jards Macalé, Marília Medalha, Wilson Sukorski, Bocato, Suzana Salles, Jorge Mautner, Wanderlea, Nelson Jacobina, Arthur Nestrovski, Luiz Tatit e José Miguel Wisnik, entre outros. Foi produtor musical do disco A mulher do fim do mundo,  de Elza Soares, vencedor do Grammy Latino 2016 de melhor disco de música brasileira. 
Em 2017, lançou O amor entrou como um raio, no qual interpreta cancões do compositor baiano Batatinha.
Em 2018, transferiu-se para Lisboa.

## Discografia
- (2017) O amor entrou como um raio  (Celso Sim Canta Batatinha) • Circus Produções Fonográficas
- (2014) Tremor essencial • Circus Produções Fonográficas/ Sem paredes • CD[7]
- (2010) Pra que Chorar (com Arthur Nestrovski) • Biscoito Fino  • CD
- (2008) Celso Sim, vamos logo sem paredes! •  Gaia Discos •  CD [8]
- (2007) Tudo o que gira parece a felicidade (Ivaldo Bertazzo e Arthur Nestrovski) - participação •  Gaia Discos • CD
- (2004) Ribeirão (Celso Sim) • Pindoramadiscos
- (2003) Mapa Mundi, Samba and Poetry (Beatriz Azevedo) - participação • Independente • CD
- (2000) Sambamaria (Celso Sim) • Eldorado/Pindoramadiscos • CD
- (1999) Primeiro passo (Celso Sim) • Selo Ió • CD
- (1997) Estilhaços da paixão (Jorge Mautner) - participação • Primal Records • CD
- (1997) Bum-bum do poeta (Beatriz Azevedo) - participação • Natasha • CD
- (1995) Piracema (Simone Guimarães) - participação • Independente • CD
- (1992) Pedra bruta (Jorge Mautner) - participação • Rock Company Records • LP